# Jean-Yves Pitoun
Pour les articles homonymes, voir Pitoun.
Jean-Yves Pitoun est un réalisateur français né à Pau en 1952.

## Biographie
Avant de réaliser un premier long métrage, Cuisine américaine, Jean-Yves Pitoun a travaillé comme scénariste aux États-Unis.

## Filmographie

### Cinéma
- 1998 : Cuisine américaine

### Télévision
- 2000 : Un flic nommé Lecoeur (4 épisodes)
- 2002 : Haute Pierre (téléfilm)